# 下大留城
下大留城（しもおおどめじょう）は、愛知県春日井市にあった日本の城（平城）。

## 概要
日比野六太夫が建てた日比野六太夫館と堀を挟み隣接されていたといわれている。昭和時代中頃まで竹薮と小山があり土塁等が残っていたが、周辺の開発により現在は住宅地や畑になり遺構は完全に破壊された。昭和40年に谷口家が先祖を祭る祠が再建されている。毎年10月10日に祭りが行われている。谷口友之進の子孫は現在でも日比野氏と友好関係があるという。

## 歴史
日比野六太夫と並んで地元の有力な郷士であった谷口友之進が築城した。

## 所在地
愛知県春日井市大留町1丁目13